# Belsőfülgyulladás
A belsőfülgyulladás (labirintitisz), más néven vestibularis neuritis a belső fül gyulladása. A vesztibuláris neuritisz nevét a vestibularis rendszernek otthont adó labirintusokról kapta, amelyek érzékelik a fej helyzetében vagy a fej mozgásában bekövetkező változásokat. Ez azt eredményezi, hogy a világ forog, és halláskárosodást vagy fülzúgást is okozhat. Előfordulhat egyetlen rohamként, rohamok sorozataként vagy tartós állapotként, amely három-hat hét alatt csökken. Hányingerrel, hányással és szem nystagmussal társulhat.
Az ok gyakran nem világos. Lehet vírus okozta, de bakteriális fertőzés, fejsérülés, extrém stressz, allergia vagy gyógyszeres reakció is okozhatja. Az érintettek 30%-a megfázott a betegség kialakulása előtt. Ritka esetekben akár bakteriális, akár vírusos labirintitis maradandó halláskárosodást okozhat. Úgy tűnik, hogy ez a bal és a jobb belső fül közötti neuronális bemenet egyensúlyhiányából adódik.

## Jelek és tünetek
A labirintitis fő tünetei a súlyos szédülés és szemtekerezgés. A vestibularis neuritis leggyakoribb tünete a szédülés, amely folyamatos fertőzés vagy trauma következtében alakult ki.  A szédülésről azt gondolják, hogy a belső fül labirintusából származik.  A gyors és nem kívánt szemmozgás (nystagmus) gyakran a forgómozgás helytelen jelzéséből adódik. A hányinger, a szorongás és az általános rossz közérzet gyakoriak az agy belső fülrendszeréből érkező torz egyensúlyi jelek miatt. Egyéb gyakori tünetek közé tartozik a fülzúgás, a fülfájás és a fül teltségérzete.

## Okai
Vannak, akik felső légúti fertőzésről (nátha) vagy influenzáról számolnak be, mielőtt a vestibularis neuritis tünetei jelentkeznének; másoknak nem lesznek vírusos tünetei a vertigo roham előtt.
A vestibularis neuritis egyes eseteit feltételezik, hogy a ganglion vesztibuláris gyulladása okozza az 1. típusú herpes simplex vírus által okozott fertőzést. Ennek az állapotnak az oka azonban nem teljesen ismert, és valójában számos különböző vírus képes megfertőzni a vesztibuláris ideget.
Ezen struktúrák akut lokalizált ischaemiája szintén fontos ok lehet. Különösen gyermekeknél a vestibularis neuritist megfázás tünetei előzhetik meg. Az ok-okozati mechanizmus azonban továbbra is bizonytalan.
Ezt a nyomásváltozások is előidézhetik, például repülés vagy búvárkodás közben tapasztaltak.

## Mechanizmusa
A vesztibuláris rendszerben három félkör alakú csatorna található, amelyek érzékelési jeleket adnak be. Ezek a csatornák lehetővé teszik az agy számára, hogy érzékelje a forgó mozgást és a lineáris mozgás változásait. Az agy ezután az érzékszervi bemeneti jeleket és a vesztibuláris rendszer vizuális bemeneti jeleit használja az egyensúly megőrzésére. A vestibulo-ocularis reflex folyamatos vizuális fókuszt tart a mozgás során, ami egyben a vesztibuláris rendszer feladata is.

## Kezelése
A vestibularis neuritis kezelése az októl függ. A szédülés tünetei azonban ugyanúgy kezelhetők, mint más vesztibuláris diszfunkciók vestibularis rehabilitációval.

### Fizikoterápia
A tipikus kezelések közé tartozik a fej- és szemmozgások kombinációja, a testtartás megváltoztatása és a gyaloglási gyakorlatok. Konkrétan az előírható gyakorlatok közé tartozik a szem egy adott célpontra szegezése a fej mozgatása közben, a fej jobbról balra mozgatása két egymástól jelentős távolságra lévő célpontnál, a séta, miközben a szemét egy adott célpontra szegezi, és a séta a szem tartása közben. egy adott célpontra rögzítve, miközben a fejet különböző irányokba fordítja. A fej- és szemmozgások, a testtartási változások és a járás kombinációjának megismétlésének fő funkciója az, hogy ezzel az ismétléssel a perifériás vesztibuláris struktúrákból eredő diszfunkciók kompenzációs változásai elősegíthetők a központi vestibularis rendszerben (agytörzs és kisagy).
A vesztibuláris rehabilitációs terápia rendkívül hatékony módja a labirinthitisből származó maradék szédülés lényeges csökkentésének vagy megszüntetésének. A VRT úgy működik, hogy arra készteti az agyat, hogy a már meglévő idegi mechanizmusokat használja az alkalmazkodásra, a neuroplaszticitásra és a kompenzációra. A vestibularis neuritis rehabilitációja hatékony és biztonságos kezelés a tünetek enyhítésére.  A vestibularis neuritis rehabilitációja javíthatja a tüneteket vagy megoldhatja a tüneteket, ami egyéntől függ.
A leggyakrabban használt rehabilitációs stratégiák a következők:
- Tekintet-stabilitási gyakorlatok – a fej mozgatása egyik oldalról a másikra, miközben egy álló tárgyhoz rögzítik (a szemnek a fixálás elősegítése a fej forgatása közben, anélkül, hogy az elveszett csatorna vestibulo-ocularis reflexéből adna bemenetet). Ennek a gyakorlatnak a haladó előrehaladása az lenne, ha egyenes vonalban sétálnánk, miközben a fej elfordításával oldalról egymásra nézünk.
- Szoktatógyakorlatok – olyan mozdulatok, amelyek a tüneteket provokálják, és ezt követően csökkentik a negatív vestibularis reakciót ismétléskor. Ilyenek például a Brandt–Daroff gyakorlatok.
- Funkcionális újraképzés – beleértve a testtartás szabályozását, a relaxációt és az egyensúly edzést.

Ezek a gyakorlatok a vesztibuláris rendszer kihívásával működnek. A progresszió a fej vagy a fókuszpont mozgásának amplitúdójának növelésével, a mozgás sebességének növelésével és a mozgások, például a séta és a fej elfordításának kombinálásával történik.
Egy tanulmány kimutatta, hogy azok a betegek, akik azt hitték, hogy betegségüket nem tudják kontrollálni, a leglassabban haladtak a teljes felépülésig, jóval a kezdeti vesztibuláris sérülés gyógyulása után. A tanulmány feltárta, hogy az a beteg, aki jól kompenzált, az volt, aki pszichológiai szinten nem félt a tünetektől, és némileg pozitívan kontrollálta azokat. Nevezetesen, hogy a negatív hiedelmek idővel nagyobb mértékben csökkentek a rehabilitációval kezelt betegeknél, mint a nem kezelteknél. "A legfontosabb, hogy a kiindulási hiedelmek voltak az egyetlen jelentős előrejelzője a fogyatékosság változásának a 6 hónapos követés után."

### Gyógyítása
A vestibularis neuritis általában önkorlátozó betegség. A gyógyszeres kezelés nem szükséges és nem is lehetséges. A glükokortikoidok hatását tanulmányozták, de nem találták, hogy jelentős mértékben befolyásolják a hosszú távú eredményt.
Az antihisztaminokkal, például cinnarizinnel végzett tüneti kezelés azonban alkalmazható a vestibularis neuritis tüneteinek elnyomására, miközben az spontán visszafejlődik. A proklórperazin egy másik gyakran felírt gyógyszer, amely segít enyhíteni a szédülés és a hányinger tüneteit.

### Mentális zavarok
Mivel a hangulati rendellenességek akadályozhatják a labirintitiszből való felépülést, a kezelés magában foglalhat bármilyen egyidejűleg előforduló szorongásos rendellenességet vagy depressziót is. A súlyos szorongásos epizódokat általában rövid távú benzodiazepin-terápiával kezelik.

## Prognózisa
Az akut labirintusgyulladásból való felépülés általában 1-6 hetet vesz igénybe, de nem ritka, hogy a maradványtünetek, mint például az egyensúlyzavar és a szédülés néhány hónapig tart.
Az átmenetileg sérült belső fülből való felépülés általában két fázisból áll:
1. Akut időszak, amely súlyos szédülést és hányást is magában foglalhat
2. körülbelül két hét szubakut tünetek és gyors gyógyulás

## Gyakorisága
A labirintitis évente körülbelül 35 millió embert érint (100 000 emberre számítva körülbelül 3,5 eset). Jellemzően 30 és 60 év közöttieknél fordul elő, és nincs jelentős különbség a férfiak és a nők előfordulási aránya között. Az esetek 95%-ában a betegek egyetlen rohamot tapasztalnak, és teljesen felépülnek. A vesztibuláris rehabilitáció statisztikailag szignifikáns növekedést mutatott a tünetek kontrollálásában a beavatkozás hiányához képest a vesztibuláris neuritisben szenvedőknél.

## Fordítás
Ez a szócikk részben vagy egészben  a   Labyrinthitis című angol Wikipédia-szócikk ezen változatának fordításán alapul.  Az eredeti cikk szerkesztőit annak laptörténete sorolja fel. Ez a jelzés csupán a megfogalmazás eredetét és a szerzői jogokat jelzi, nem szolgál a cikkben szereplő információk forrásmegjelöléseként.